# Aqui TV

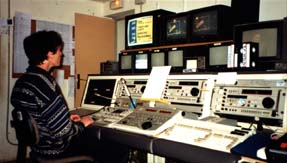
La régie finale d'Aqui TV à la fin des années 90.

Aqui TV est une chaîne de télévision française généraliste de proximité. Elle est la première télévision régionale hertzienne dite « de pays ».
Sur autorisation du CSA, elle commence à émettre le 15 juin 1991 sur le réseau hertzien dans le département de la Dordogne en France. Elle est alors installée à Sarlat-la-Canéda.
Le fondateur de cette chaîne de télévision est Georges Derocles, qui fut le producteur d'Éric Rohmer et administrateur de Films 13, la société de production de Claude Lelouch. Les premiers membres du directoire de la société éditrice, « Soc diffusion 24 » ont été le représentant des magasins GIFI, Didier Pascual, et Cyrille Emery, alors directeur du développement du câblo-opérateur Citécâble. Le président du conseil de surveillance est le sarladais Jean-Pierre Bouyssonnie, ancien P-dg de Thomson, ancien membre de la CNCL (l'ancien CSA).
Pour l'anecdote, Francis Cabrel, Roland Dumas, Xavier Gouyou-Beauchamps, président de TDF et le maire de Sarlat Jean-Jacques de Peretti ont participé au lancement de la chaîne en « appuyant sur le bouton » en 1991. Le slogan de la chaîne est : « la télévision qui se mêle de la vie de ceux qui la regardent ».
Ses studios furent créés dans un ancien bâtiment agricole à Proissans. Une grille des programmes met l'accent sur l'information locale, avec un journal quotidien à 19 h 30 rediffusé à 20 h 30. Certaines émissions ont également marqué les esprits comme Place de la Mairie, Dossiers classés, Gens du pays,Télésites,Cinéma Magazine, les émissions consacrées à l'actualité sportive et les diffusions de matchs.

Aqui TV cessa son activité le 31 janvier 2003 en raison du poids considérable de ses coûts de télédiffusion et des difficultés à accéder à un marché publicitaire rentable.

## Studios
Les studios d'Aqui TV se composaient essentiellement :
1. D'une régie de direct S-VHS (input 4 cam + 3 Scopes) avec tables d'effets spéciaux et de mixage ainsi qu'un pôle infographie. La réalisation de toutes les émissions « plateau » enregistrées et les « direct » passent obligatoirement par là.
2. De trois salles de montage comprenant chacune un banc de montage « cut » et Casablanca (numérique), ils sont essentiellement utilisés par les journalistes équipés de caméras Canon Xl1 pour les sujets d'actualités.
3. D'un banc équipé d'une table d'effets et d'une unité d'infographie à base d'ordinateur Amiga.
4. D'un système de transcodage Betacam <> S-VHS.
5. Le grand studio d'enregistrement accueille l'ensemble des émissions de la chaine. Il est composé de quatre caméras dont une caméra girafe. Chaque angle de ce grand studio rectangulaire est constitué d'un décor différent correspondant à une émission spécifique. Le réalisateur en chef de la station Jacques Bodet supervise l'ensemble des réalisations techniques ainsi que l'habillage de la chaine. Ainsi, suivant l'émission enregistrée, les caméras sont braquées sur tel angle ou tel angle du grand plateau, donnant à voir des décors complètement différents.